# 伸龙属
伸龍（學名：Dolichosaurus）又名長蜥，是種已滅絕海生蜥蜴，生存於白堊紀晚期（森諾曼階）的英格蘭。伸龍的生活方式被認為類似Coniasaurus、幻龍類、以及現代海蛇。

## 外部連結
- BIOONE Online Journals - ON THE AQUATIC SQUAMATE DOLICHOSAURUS LONGICOLLIS